# Quantum Devil Saga: Avatar Tuner, Vol. 1
Quantum Devil Saga: Avatar Tuner, Vol. 1 (クォンタムデビルサーガ　アバタールチューナー I Kuontamu Debiru Sāga Abatāru Chūnā I?) är en japansk science fiction-roman som skrevs av Yu Godai och gavs ut av Hayakawa Publishing år 2011. Boken är den första i bokserien Quantum Devil Saga: Avatar Tuner, som är en del av multimedia-franchisen Megami Tensei. Bokens handling är en alternativ version av berättelsen i datorspelet Shin Megami Tensei: Digital Devil Saga, som Godai arbetade på under början av dess utveckling.
En engelskspråkig version, som översattes av Kevin Frane, gavs ut av Bento Books den 31 juli 2014.